# Shobu Kapoor
Shobu Kapoor (Londra, 28 maggio 1969) è un'attrice britannica, di origini indiane.

## Biografia
Shobu Kapoor raggiunge la notorietà tra 1993 e 1999 interpretando Gita Kapoor, moglie del commerciante Sanjay Kapoor (Deepak Verma), nella soap opera BBC EastEnders. In seguito compare nel film del 2002 Sognando Beckham e nelle serie televisive Metropolitan Police (2004), Chicken Tikka Masala, Casuality (2005) e Doctors (dal 2000 al 2008).
Nel 2006 compare nel dramma BBC Banglatown Banquet e nella soap irlandese Fair City nel ruolo di Talayeh Kirmani. L'anno successivo veste i panni di Umi nella serie Channel 4 Shameless e, in seguito, compare nell'ultimo episodio della quarta stagione della nuova serie di Doctor Who.
Ha inoltre preso parte ai film: Maial College 2, Mischief Night (2006) e Amanda Knox (2011).
Dal 2004 interpreta Shazia Malik nella soap BBC Asian Network Silver Street e, dal 2012, la moglie del protagonista della sitcom Citizen Khan.